# Alto Boa Vista
Alto Boa Vista é um município brasileiro do estado de Mato Grosso.

## História
Criado em 19 de Dezembro de 1991, pela Lei Estadual 5.894, o município de Alto Boa Vista foi desmembrado dos municípios de São Félix do Araguaia e Ribeirão Cascalheira. Seu nome foi batizado por Ailon Vieira Diniz, proprietário da Imobiliária Boa Vista, que tencionou montar uma cidade planejada, formada por posseiros e retirantes de fazendas vizinhas: Agropasa, Bandeirantes, Gameleira, Azulona, Bordon e Suiá-Missú.
O impulso inicial foi um conjunto de fatores: a construção de grandes graneleiros da Casemat que tornou o local um polo inicial de habitação; a distribuição de lotes baratos ou gratuitos; a extinção de grandes fazendas como a Agropasa e a Suiá.[carece de fontes?] Seu primeiro prefeito foi Aldecides Milhomem de Sirqueira, responsável pelo parcial asfaltamento urbano, acentuando a vinda de novos habitantes e investidores na zona urbana.
Parte do município, próximo ao Posto da Mata foi desocupada em meados de 2013, para alocação de índios Xavantes. O município conta ainda com grande extensão de área propícia a agropecuária. As plantações de soja se destacam devido ao tipo de solo.
O município integra a Comarca de São Félix do Araguaia.
Habitantes: Altoboavistenses.
Sua economia é baseada na agricultura, pecuária de corte, comércio. Encontra-se a 1 063 km de distancia da capital Cuiabá.

## Geografia
Localiza-se a uma latitude 11º40'28" sul e a uma longitude 51º23'16" oeste, estando a uma altitude de 250 metros. Sua população, segundo o censo do IBGE a população da cidade em 2022 consistia de 5 639 pessoas, um aumento de 8,19 por cento com relação ao censo anterior.
Possui uma área territorial de 2.242 km².

## Alto Boa Vista
| Ano  | Prefeito           | Partido | Votos | %     | Ref    |
| ---- | ------------------ | ------- | ----- | ----- | ------ |
| 2004 | Mário              | PL      | 1.215 | 46,68 | [ 16 ] |
| 2008 | Aldecides Milhomem | DEM     | 1.328 | 45,00 | [ 17 ] |
| 2012 | Leuzipe            | PMDB    | 1.669 | 60,58 | [ 18 ] |
| 2016 | Valtuir            | PSC     | 1.037 | 39,85 | [ 19 ] |
| 2020 | Zé Maranhão        | PTB     | 1.299 | 41,38 | [ 20 ] |